# 爆ノ介
爆ノ介（ばくのすけ、1979年6月10日 - ）は、吉本興業所属の日本のお笑い芸人。本名、幸内 淳（こううち あつし）。兵庫県西宮市出身。2020年10月23日よりお笑いユニット「ザ・プラン9」のメンバー。

## 略歴
2016年6月にコンビ「カバと爆ノ介」を解散し、以降からピン芸人として活動。「爆ノ介」という芸名は、地元の先輩でもある先輩芸人浜辺のウルフから「『ギタースミス』か『爆ノ介』どちらか選べ」と二択を迫られた際、前者の名前だと芸風が制限されると思い後者を選んだ事がきっかけで決まった。
2016年8月、初単独ライブ『爆が爆であるために』を開催。
2020年、同年5月に相方の川口敦典を亡くしたてんしとあくま・かんざきとのユニット「五次元のシャボン玉」を組み、第8回歌ネタ王決定戦の決勝に進出。
2020年10月23日、大阪なんばグランド花月開催のザ・プラン9単独ライブ「3543」公演中、新メンバーとして加入した事が発表された。
ピン芸人転向後は主によしもと漫才劇場を中心に活動し、爆音・BDB~爆裂地肩バトル~・爆裂キワメキライブ・GOちゃ混ゼなどのライブも手掛けているが、2021年3月28日開催の単独ライブ『LAST GIGS』を最後によしもと漫才劇場を卒業する事を発表した。

## 人物
- 俳優で元芸人の夙川アトムはお笑いの師匠であり幼馴染[3]。
- 総合格闘技をやっていた。
- パセリは彩りを添えたいという目的で持ち歩いている。
- アイドルグループBiSHが好きで、奥田修二（学天即）、洲崎貴郁（ラニーノーズ）、高見（スーズ）、木尾モデルらとライブを見に行っている。特に洲崎のことが大好きで、抱きしめたり、膝に載せたり、耳を舐めたりしている。
- 大学時代の同級生に水本健一（span!）がいる。水本は大きなサークルの中心人物で、爆ノ介は友達が居なくて一人でいた。水本は大学を中退し、爆ノ介は卒業した。

## 賞レース成績・受賞歴など
- 2020年 歌ネタ王決定戦2020 決勝8位（五次元のシャボン玉）

## 単独ライブ
- 『爆が爆であるために』（2016年8月5日）
- 『いつも心に爆ノ介』（2016年11月6日）
- 『爆が爆であるために』（2017年4月22日）
- 『電気フラミンゴ』（2018年7月29日）
- 『斜、斜、斜』（2018年11月28日）
- 『爆ノ介R20誕生祭〜出演者様はオムツに首輪がお衣装です〜』（2019年6月9日）
- 『爆ノ介リミッターお解除お単独ライブ ゲストさんごめんなさい』（2019年9月12日）
- 『爆ノ介お解除LIVE ゲストさん今回は大丈夫ですよ』（2019年12月11日）
- 『GIGS』（2020年11月2日）
- 『LAST GIGS』（2021年3月28日）